# شرقی (نام خانوادگی)
شرقی یک نام خانوادگی است. افراد شاخص با این نام از این قرارند:
- ابوحامد شرقی (۸۵۴ میلادی در – ۹۳۶ میلادی در)، محدث فارسی
- محمد شرقی (? – ۱۵۵۷م)، محدث و فقیه الجزایری
- نصرت شرقی، خواننده اهل افغانستان